# سوپای (آریزونا)
سوپای (به انگلیسی: Supai) یک منطقهٔ مسکونی در ایالات متحده آمریکا است که در شهرستان کاکانینو، آریزونا واقع شده‌است. سوپای ۴٫۴۸ کیلومتر مربع مساحت و ۲۰۸ نفر جمعیت دارد و ۹۷۴ متر بالاتر از سطح دریا قرار دارد.